# Tarnaörs
Tarnaörs es un pueblo (község) del condado de Heves, región de Hungría Septentrional. Aquí nació la baronesa Orczy, autora de La Pimpinela Escarlata.

## Historia

### Siglo XVIII-XIX
A comienzos del siglo XVIII, los herederos de la familia Nyáry repoblaron la estepa de Tarnaörs tras décadas de abandono, instalando hacendados y sirvientes bajo un complejo sistema de propiedad compartida entre varias familias nobles, como los Haller, Bossányi, Orczy, Szunyogh y Török. Aunque inicialmente el asentamiento funcionaba como un pueblo señorial, hacia 1734 se transformó en un pueblo servil, con la mayor parte de las tierras en manos de las fincas señoriales. Disputas de propiedad llevaron a la división formal de las tierras en 1743, afectando negativamente a los siervos. Durante la segunda mitad del siglo XVIII, el territorio y su producción agrícola quedaron regulados por acuerdos de arrendamiento y censos que documentaron su extensión, cultivos y obligaciones tributarias.
La familia Orczy, originaria del condado de Somogy, terminó concentrando la propiedad total del pueblo en 1770 gracias a las adquisiciones iniciadas por István Orczy. Este barón, destacado militar y administrador, mandó construir un castillo barroco en Tarnaörs, rodeado de jardines, fosos y dependencias, además de promover la restauración de la iglesia local. Su hijo, Lőrinc Orczy, heredó y amplió las propiedades, destacando como militar, administrador y figura relevante en la vida cultural húngara del siglo XVIII. Protector de escritores como Bessenyei y Kazinczy, también fue poeta, y su mecenazgo y producción literaria influyeron notablemente en la renovación poética del periodo, siendo considerado por János Arany como una figura clave anterior al movimiento bessenyeano.
El desarrollo urbano de Tarnaörs hacia finales del siglo XVIII giró en torno al castillo y la iglesia, con barrios diferenciados según la procedencia o condición de sus habitantes. La iglesia de San Nicolás, reconstruida en estilo barroco en 1754 y ampliada en 1789, conservó parte de su estructura gótica original. En el ámbito educativo, se registran maestros desde 1767, con un progresivo aumento del número de alumnos y de la frecuencia de las clases. En 1786, el pueblo contaba con 163 familias distribuidas en 131 casas y una población de 901 personas, consolidando una estructura social y territorial que combinaba la herencia señorial con una creciente identidad local.

### Siglos XIX-XX
Durante el siglo XIX, Tarnaörs experimentó una profunda transformación marcada por la influencia de la familia Orczy, especialmente del barón László Orczy II, quien tras participar en las Guerras Napoleónicas se dedicó a reorganizar y embellecer el Castillo de Tarnaörs. Entre 1820 y las décadas posteriores, se completaron dependencias de estilo neoclásico, como caballerizas, un peristilo y un invernadero, integrados en un conjunto barroco-clásico que se organizaba en torno a un patio cuadrado. El castillo, rodeado por un extenso parque que pasó de estilo barroco a jardín paisajístico, albergó eventos sociales y de caza, y fue visitado por figuras como István Széchenyi y Mór Jókai. La iglesia local, dedicada a San Nicolás, también recibió mejoras, y el barón donó terrenos para ampliar la parroquia y la escuela, que fue creciendo a pesar de la falta inicial de edificios propios. En este período, el pueblo vivió la emancipación de los siervos en 1848, pero también enfrentó desastres naturales, hambrunas e inundaciones, que en ocasiones fueron mitigados por la ayuda de los Orczy.
A finales del siglo XIX y principios del XX, el patrimonio se dividió entre los herederos Seraphin y Cherubin Orczy, y se emprendieron obras como la perforación de un pozo artesiano y la construcción de nuevas escuelas. La baronesa Eugenie Piret de Bihain destacó como benefactora del pueblo. El desarrollo se vio limitado por la falta de transporte adecuado, a pesar de la apertura de la línea ferroviaria cercana en 1909. La Primera Guerra Mundial trajo estancamiento económico y la pérdida de 52 vecinos, con su memoria perpetuada por un monumento. Tras el conflicto, el castillo fue sede de la dirección local durante la República Soviética, y la frontera de Tarnaörs fue escenario de una violenta ejecución de comunistas por tropas rumanas en 1919. Estos hechos, junto con medidas disciplinarias contra maestros con ideas bolcheviques, muestran que la historia reciente del pueblo quedó marcada por tensiones políticas y sociales que contrastan con el esplendor arquitectónico y cultural legado por la familia Orczy.

### Siglo XX-Actualidad
A partir de 1922, Tarnaörs experimentó un notable impulso gracias a la labor de János Nagy, quien modernizó la infraestructura local construyendo un molino, un pozo artesiano que suministraba agua medicinal, una piscina, un estanque de peces y plantando más de mil árboles frutales. También promovió la construcción de viviendas para familias pobres. En las décadas siguientes, el pueblo mejoró sus servicios con escuela, electricidad, teléfono y mercado semanal, además de diversas cooperativas y asociaciones. Sin embargo, la economía local dependía en gran parte de trabajos estacionales, sobre todo de los grupos de “summás” que emigraban temporalmente para labores agrícolas. Durante los años 30 y 40, Tarnaörs vivió la influencia de figuras notables como la baronesa Orczy, que contribuyó con donaciones a la parroquia, y sufrió el impacto directo de la Segunda Guerra Mundial: deportaciones, destrucción de puentes y saqueos. El castillo de los Orczy pasó por varias manos y, pese a algunos intentos de preservación, comenzó un proceso de deterioro que se prolongaría décadas.
Tras la guerra, la reforma agraria de 1945 repartió tierras entre campesinos pobres, lo que dio lugar a la formación de cooperativas de producción y asociaciones artesanales. Durante el periodo comunista, se nacionalizaron las escuelas y se fomentó la agricultura colectiva, que diversificó cultivos e incorporó horticultura y ganadería. En las décadas de 1960 y 1970, Tarnaörs vio mejoras en transporte, electrificación, servicios médicos, infraestructuras educativas y redes de comunicación, aunque el castillo de Orczy se fue abandonando hasta su demolición parcial en los años 80. Con el cambio de régimen en 1990, el pueblo modernizó su red de gas y teléfono, pero enfrentó altos niveles de desempleo, sobre todo entre la creciente población romaní.